# مرکز کاستانرا
مرکز کاستانرا یک مجتمع تجاری و تجاری است که در سانتیاگو، شیلی واقع شده است. این مجموعه که متعلق به سنکوسود است، از چهار آسمان خراش، از جمله برج بزرگ سانتیاگو، دو هتل سطح بالا، یک ساختمان اداری و یک مرکز خرید شش طبقه تشکیل شده.
برج بزرگ سانتیاگو بلندترین ساختمان از میان چهار ساختمان است و ارتفاع آن به حدود ۳۰۰ متر (۹۸۰ فوت) می‌رسد.
ساخت و ساز مرکز کاستانرا در ژانویه ۲۰۰۹ به دلیل رکود اقتصادی در شیلی در اواخر دهه ۲۰۰ به‌طور موقت متوقف شد. توسعه دهندگان نگران بودند که در صورت تکمیل تا تاریخ پیشنهادی اولیه، نتوانند مستأجر پیدا کنند. پس از پایان رکود، سنکوسود اعلام کرد که ساخت و ساز در ۱۶ دسامبر ۲۰۰۹ از سر گرفته خواهد شد. روند ساخت و ساز در پایان سال ۲۰۱۰ از سر گرفته شد.
پروژه مرکز کاستانرا که یک پروژه‌ای کلان در بخش اقتصادی سانتیاگو محسوب می‌شد در سال ۲۰۱۳ به پایان رسید. این مرکز شامل ۲۸۰٬۰۰۰ متر مربع مساحت بازار، یک برج به ارتفاع ۳۰۰ متر، دو برج اداری که هریک ۱۷۰ متر ارتفاع دارند، و یک هتل بلند به ارتفاع ۱۰۵ متر می‌باشد.

## نگارخانه

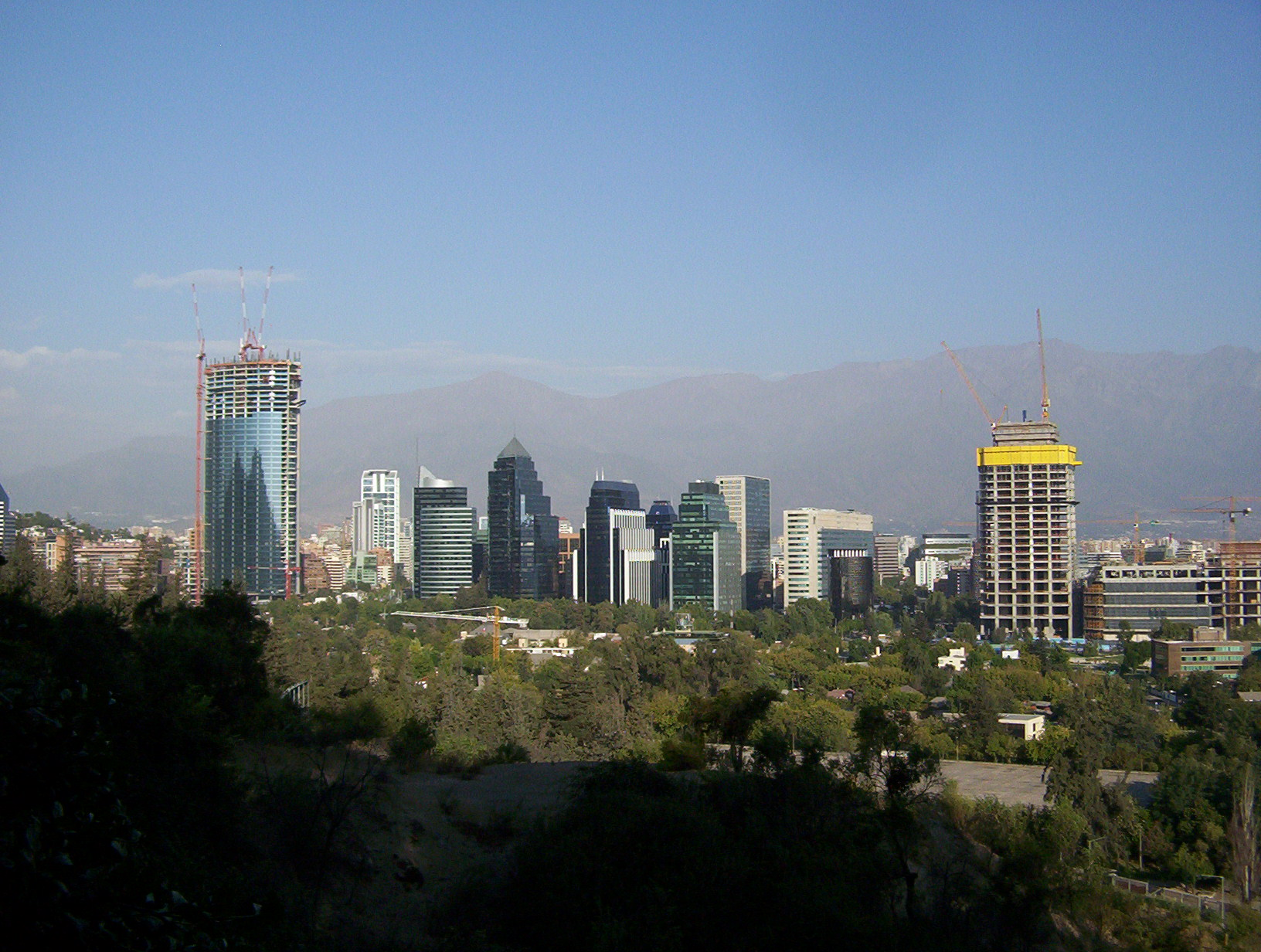
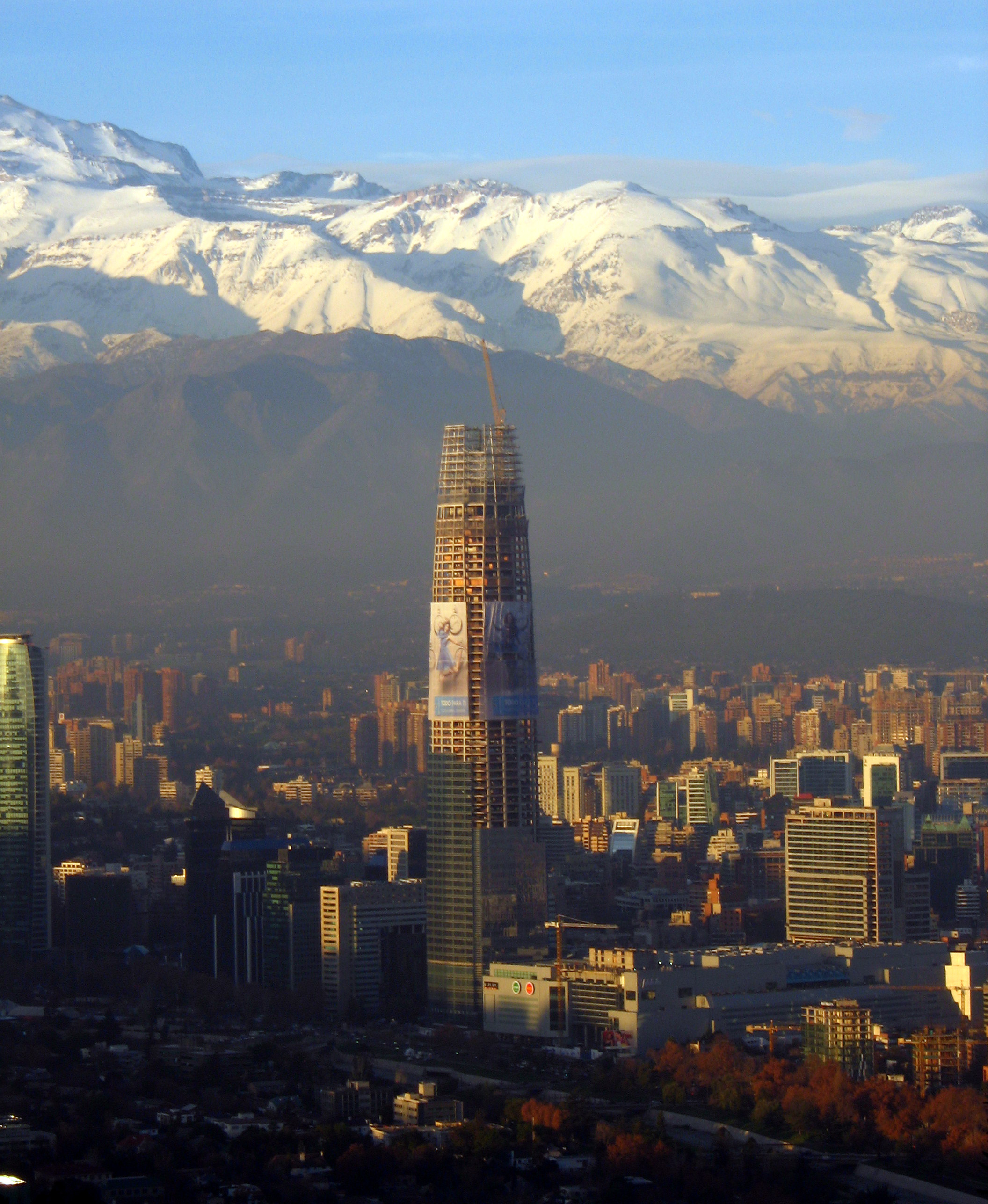
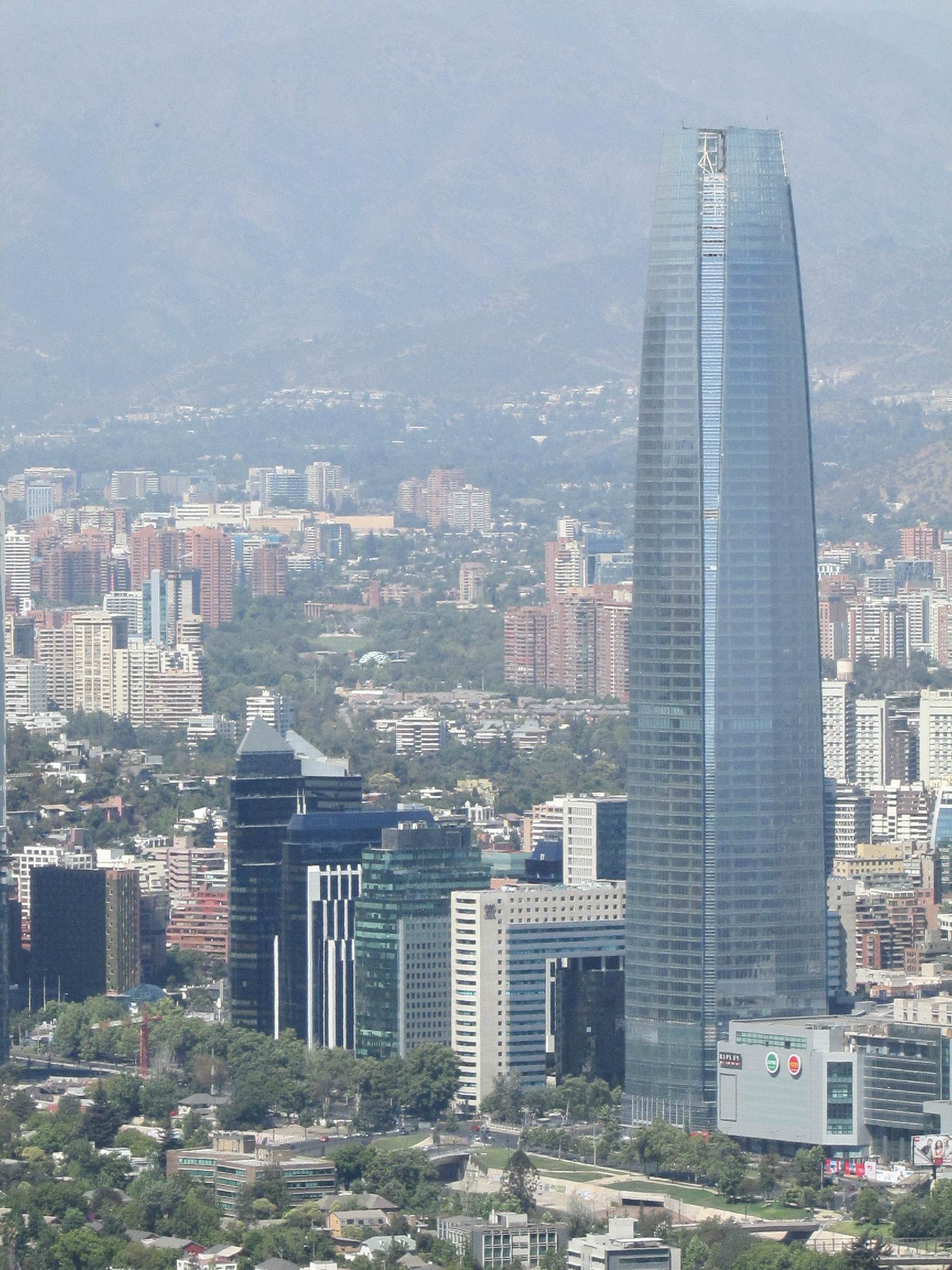
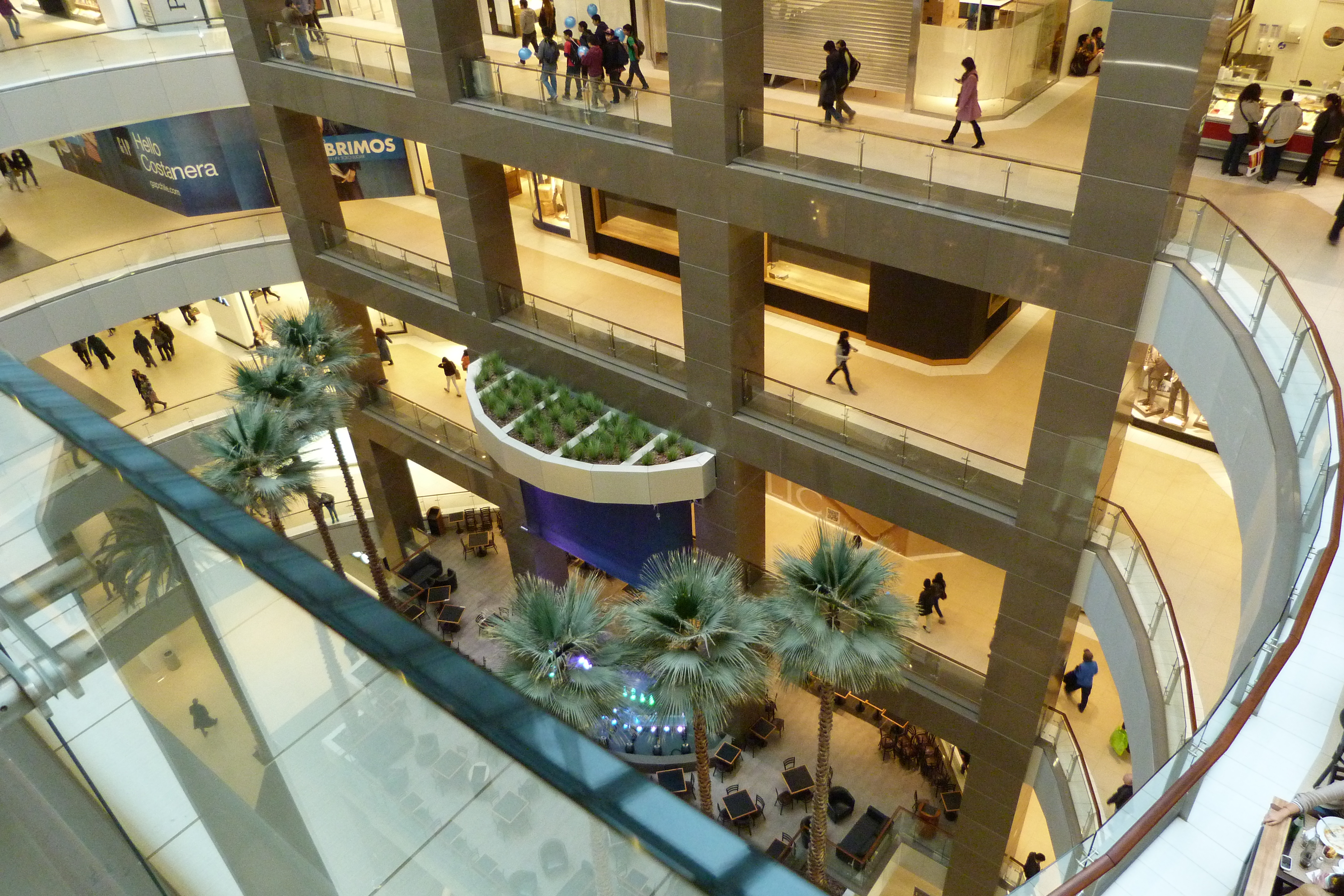